# Pont du Cheix
Le pont du Cheix est un pont situé à Dinsac et La Bazeuge, en France,.

## Description
Le pont du Cheix est un ouvrage de style gothique, composé de trois arches, mesurant une dizaine de mètres de long.

## Localisation
Le pont  est situé dans le département français de la Haute-Vienne, dans les communes de La Bazeuge et de Dinsac. Il enjambe la Brame au lieu-dit du Cheix.

## Historique
Le pont du Cheix date des XIIIe et XIVe siècles.
Le pont est inscrit au titre des monuments historiques le 9 février 1990.